# Osetnik (Orneta)
Pour l’article homonyme, voir Osetnik.
Osetnik est un village polonais de la voïvodie de Varmie-Mazurie, dans le powiat de Lidzbark.